# فابیانو پاریسی
فابیانو پاریسی (انگلیسی: Fabiano Parisi؛ زادهٔ ۹ نوامبر ۲۰۰۰) بازیکن فوتبال اهل ایتالیا است که برای باشگاه فیورنتینا بازی می‌کند.
وی همچنین در تیم ملی فوتبال زیر ۲۱ سال ایتالیا بازی کرده‌است.